# Pullay
Pullay település Franciaországban, Eure megyében. Lakosainak száma 387 fő (2022. január 1.). Pullay Les Barils, Mandres és Saint-Victor-sur-Avre községekkel határos.

## Népesség
A település népességének változása:
| Lakosok száma | 237  | 304  | 328  | 365  | 399  | 403  | 400  | 403  | 401  | 387  |
|               | 1968 | 1982 | 1990 | 2006 | 2013 | 2015 | 2017 | 2019 | 2020 | 2022 |